# NGC 1617
NGC 1617 este o galaxie spirală situată în constelația Peștele de Aur. A fost descoperită în 5 noiembrie 1826 de către James Dunlop. Se află la o distanță de 13,59 megaparseci de Pământ.